# Stockaryd
Stockaryd er et byområde i Sävsjö kommun i Jönköpings län i Sverige, og kyrkby i Stockaryds socken.

## Historie
Stockaryd er vokset op omkring skov- og møbelindustri.
Da Södra stambanan blev klar i 1864 blev bondebyen Stockaryd en hurtigt voksende bebyggelse. Storhedstiden varede mellem cirka 1920 og 1970.

## Forbindelser

### Landevej
Der findes fire veje til Stockaryd: en fra Vrigstad, en fra Sävsjö, en fra Gamla Hjälmseryd og en fra Rörvik. Länsväg F 761 på strækningen mellem Gamla Hjälmseryd og Stockaryd er blevet renoveret og har fået en mere lige strækning for at gøre det lettere for lastbilerne med tømmer at komme til Stockarydsterminalen.

### Jernbane
Södra stambanan passerer gennem bebyggelsen. Krösatågen Jönköping - Nässjö - Alvesta - Växjö standser ved Stockaryd station. Der kører godstrafik på jernbane til Stockarydsterminalen.

## Stockarydsterminalen
Den 27. august 2008 indviedes en ny terminal for jernbanetransport af tømmer og andre råvarer som biobrændstof, tørv med mere.
I maj 2010 vandt denne terminal Stora Logistik & Transportpriset.

## Erhvervsliv
Stockaryd er centrum for svensk produktion af høvlebænke (Sjöbergs) fra 1950'erne. Frem til 1980'erne blev der også fremstillet pindestole.
Stockaryds industri præges i dag af husfremstilling og møbler. Willa Nordic producerer hovedsageligt mere eksklusive villaer og Lättbalken AB producerer spærfage.

## Natur
Naturen er typisk smålandsk med skovfyr og gran, men i Stockaryds tilfælde primært moser.
Der findes en motionsplads som hedder Tallbacken og som drives af IFK Stockaryd. I tilknytning til denne findes en kondisti på 2,5 km, en på 5 km og en på en mil.

## Events
Hvert år, den sidste søndag i maj, afholdes et Antik- och Samlarmarknad på markedspladsen i Stockaryds sydlige udkant. Det er et af Sydsveriges største markeder af denne type og tiltrækker hvert år flere tusinde besøgende. På markedet byttes og sælges alt fra pyntegenstande i porcelæn til LP-skiver og møbler.